# Any key

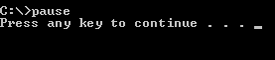
Comando "pause" do DOS. Solicita-se que o usuário pressione qualquer tecla.

Any key, em tradução livre, qualquer tecla, é um histórico alerta ao usuário de que é necessário pressionar qualquer tecla para continuar a operação, geralmente é apresentada na frase "pressione qualquer tecla para continuar". O sistema é retomado após o usuário pressionar alguma tecla. Substitui muitas vezes o aviso de que deve-se pressionar a tecla Enter.

## História

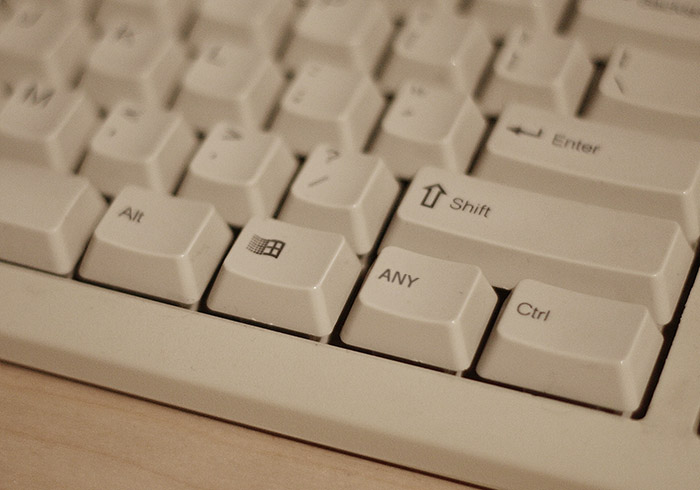
Foto manipulada mostrando a tecla "qualquer" (ANY)

Na década de 1970, os computadores operados por processos mecânicos tornaram-se obsoletos e foram substituídos por displays de visualização e o texto saiu do topo da imagem. Quando o ecrã exibia informações após realizar um processo, solicitava-se que o usuário pressionasse qualquer tecla para sair da tela atual e passar para o próximo ecrã.
A solicitação também começou a ser utilizada quando um hardware fazia uma solicitação ao usuário, quando era necessário o  recarregamento de papel de uma impressora, ou quando uma mídia era inserida no computador.
Esse aviso era muito comum antes do desenvolvimento da interface gráfica de usuário. Hoje equivale ao OK para continuar um processo.
Os aparelhos de DVD da coreana Samsung trazem, no seu controle remoto, o botão "anykey". É usado para exibir o status do aparelho de DVD.

## Significado cultural
Alguns usuários, quando recebem o aviso, procuram a tecla "qualquer", contatando até mesmo o suporte técnico para resolver o problema. A empresa Compaq informa em seu FAQ que essa tecla não existe.
Até mesmo o personagem Homer da série animada Os Simpsons se confundiu ao que deveria fazer ao receber o aviso de "pressione qualquer tecla", perguntando onde estaria essa tecla.